# NGC 2902
NGC 2902 ist eine linsenförmige Galaxie vom Hubble-Typ S0 im Sternbild Wasserschlange südlich des Himmelsäquators. Sie ist schätzungsweise 81 Millionen Lichtjahre von der Milchstraße entfernt. Die Entfernungsmessungen basierend auf den Radialgeschwindigkeiten stimmen nicht mit den rotverschiebungsunabhängigen Entfernungsschätzungen von 120 ± 46 Millionen Lichtjahren überein.
Entdeckt wurde das Objekt am 8. Februar 1785 von Wilhelm Herschel.

## NGC 2902-Gruppe (LGG 174)
| Galaxie   | Alternativname | Entfernung/Mio. Lj |
| --------- | -------------- | ------------------ |
| NGC 2902  | PGC 27004      | 81                 |
| PGC 26776 | MCG -02-24-023 | 79                 |
| PGC 26905 | MCG -02-24-027 | 82                 |